# Dolany, Olomouc
Dolany là một làng thuộc huyện Olomouc, vùng Olomoucký, Cộng hòa Séc.